# Ambronay
Ambronay is een gemeente in het Franse departement Ain (regio Auvergne-Rhône-Alpes). Ambronay telde op 1 januari 2022 2.828 inwoners.  De gemeente bevindt zich in het kanton Ambérieu-en-Bugey en in het arrondissement Belley.

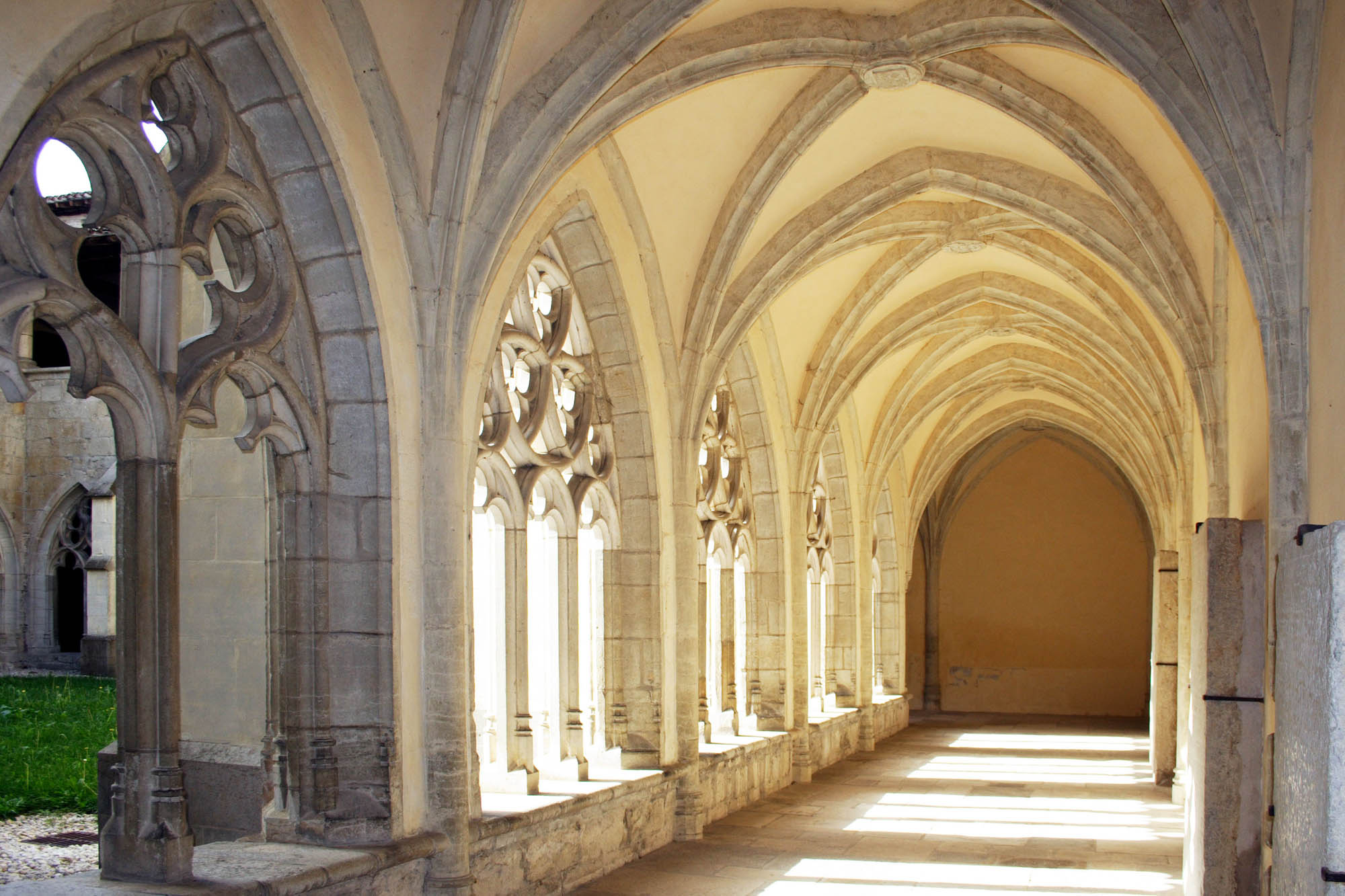
Onze-Lieve-Vrouwe van Ambronay

In Ambronay staat de abdij Onze-Lieve-Vrouwe van Ambronay (Notre-Dame d'Ambronay), opgetrokken in Gotische stijl. Deze Benedictijnse abdij is gesticht in de 8e eeuw door Bernard van Vienne.

## Geografie
De oppervlakte van Ambronay bedroeg op 1 januari 2022 33,55 vierkante kilometer; de bevolkingsdichtheid was toen 84,3 inwoners per km².
De onderstaande kaart toont de ligging van Ambronay met de belangrijkste infrastructuur en aangrenzende gemeenten.

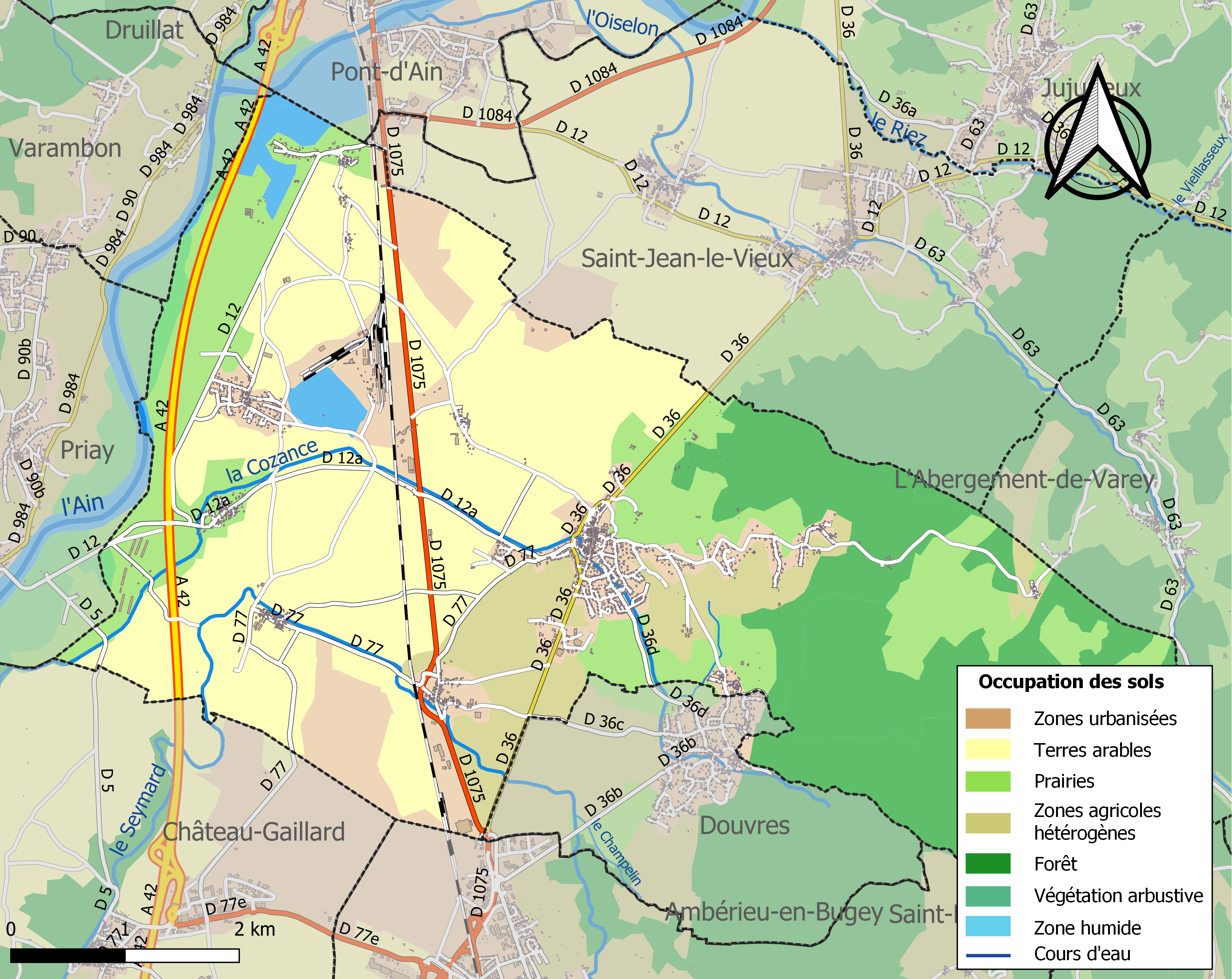

## Verkeer en vervoer
In de gemeente ligt spoorwegstation Ambronay - Priay.

## Demografie
Onderstaande figuur toont het verloop van het inwoneraantal van Ambronay vanaf 1968.
Vanwege een beveiligingsprobleem met de MediaWiki Graph-software is het momenteel niet mogelijk deze grafiek weer te geven. Zodra de software is bijgewerkt zal de grafiek vanzelf weer zichtbaar worden.
L'Abergement-de-Varey · Ambérieu-en-Bugey · Ambronay · Ambutrix · Arandas · Argis · Bettant · Château-Gaillard · Cleyzieu · Conand · Douvres · Nivollet-Montgriffon · Oncieu · Saint-Denis-en-Bugey · Saint-Maurice-de-Rémens · Saint-Rambert-en-Bugey · Torcieu · Vaux-en-Bugey